# Gunning Bedford, Sr.
Gunning Bedford Sr. (Condado de New Castle, 7 de abril de 1742 – New Castle, 30 de setembro de 1797) foi um político norte-americano que foi governador do estado do Delaware, no período de 1796 a 1797, pelo Partido Federalista. Ele foi oficial do Exército Continental durante a Revolução Americana e membro do Partido Federalista, que serviu na Assembleia Geral de Delaware e como governador de Delaware. Ele é frequentemente confundido com seu primo, Gunning Bedford Jr., que foi delegado à Convenção Constitucional dos Estados Unidos de 1787.